# سولا ابولاجی
سولا ابولاجی (انگلیسی: Sola Abolaji؛ زادهٔ ۲۷ مارس ۱۹۸۵) بازیکن فوتبال اهل ایالات متحده آمریکا است.